# Pascal Voggenhuber

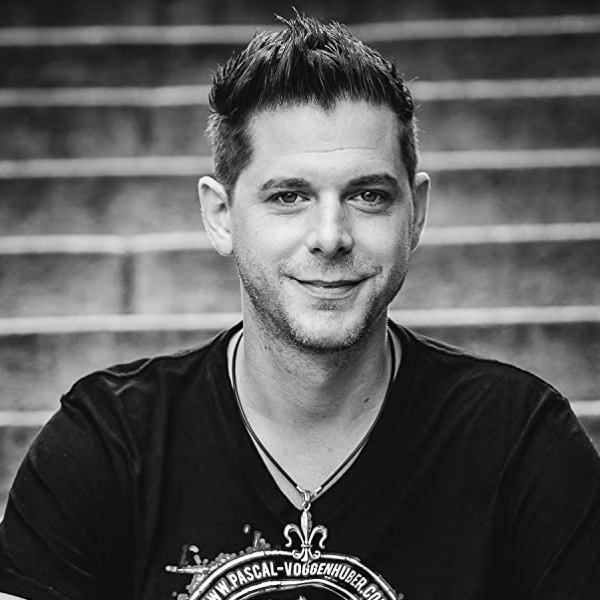
Pascal Voggenhuber (2018)

Pascal Voggenhuber (Pseudonym Chris Grail; * 11. Februar 1980 in Liestal) ist ein Schweizer Esoterikbuch- und Thriller-Autor. Er veröffentlichte 16 Bücher, die alle in der Schweiz zu Bestsellern wurden.

## Leben
Voggenhuber wurde 1980 in Liestal geboren. Nach der Realschule besuchte er die Diplommittelschule in Muttenz. Während seiner Jugendzeit moderierte er beim Telebasel die Jugendsendung Mash. Danach besuchte er laut eigenen Angaben die Freiburger Schauspielschule im E-Werk.
Sein erstes Buch Leben in zwei Welten veröffentlichte er 2004 im Eigenverlag. Es machte den Giger Verlag auf ihn aufmerksam, der es nach einer Überarbeitung neu veröffentlichte. Es stieg in der Schweiz in die Bestsellerliste ein, 14 weitere Bücher folgten. Drei Titel (Nachricht aus dem Jenseits 2.0, Heal Yourself“ und „Deine Geistführer sind bei Dir) waren in den Top 50 der Spiegel-Bestsellerliste. Seine Bücher wurden in mehrere Sprachen übersetzt. 2017 zeichnete ihn GfK Entertainment mit dem «Nummer 1 Award der Schweizer Bestsellerliste» aus.
Nach seinen Veröffentlichungen im spirituellen Bereich begann Pascal Voggenhuber Thriller zu schreiben, die er unter dem Pseudonym «Chris Grail» veröffentlichte.
Voggenhuber tritt mit Vorträgen auf und erteilt Kurse auf dem Gebiet der Esoterik, in denen er sich unter anderem mit Aura-Reading, Jenseitskontakten, Geistheilung, Hellsehen und Kartenlesen befasst. Der Journalist Hugo Stamm nannte Voggenhuber einen Star der Schweizer Esoterikszene und einen «Überzeugungstäter».
Im Jahr 2014 strahlte Sat.1 Schweiz eine mehrteilige Dokumentation über Voggenhubers Arbeit aus. In der Sendung Das Medium – Nachricht aus dem Jenseits wurde gezeigt, wie er in Einzelberatungen zu helfen versucht, Trauer besser zu verarbeiten. Der Sendung zufolge setzt er seine angeblichen Fähigkeiten immer wieder ein, um der Polizei bei ungeklärten Fällen zu helfen. Die Zusammenarbeit bestätigte Voggenhuber auch in der Johannes B. Kerner Show im Jahr 2009. Eine Bestätigung der Polizei legte Voggenhuber nicht vor.
In dem Fernsehkrimi Tatort: Zwischen zwei Welten, der in der Schweiz produziert wurde, hilft die Figur des Mediums «Pablo Guggisberg» der Polizei bei ihren Ermittlungen. Die Figur ist laut Luzerner Zeitung Pascal Voggenhuber nachempfunden. Sie kritisierte, seine Fähigkeiten seien «ziemlich unkritisch dargestellt».
Pascal Voggenhuber ist verheiratet mit Grazia Voggenhuber (geb. Hillmann) und lebt mit ihr in der Nähe von Basel. Er hat einen 2013 geborenen Sohn, der bei seiner Mutter im Aargau lebt.

## Kritik
Einige Journalisten und Blogger kritisieren Voggenhubers Vorgehensweise. Er nutze den Wunsch von Trauernden aus, mit Verstorbenen zu kommunizieren. Die Seminare, Vorträge, Demonstrationen und Ausbildungen seien zudem sehr teuer.
Der Schweizer Verein Skeptiker Schweiz – Verein für kritisches Denken analysierte eine Livedemonstration von Voggenhuber. Ihrer Meinung nach verwendet Voggenhuber – «ob bewusst oder unbewusst sei dahingestellt – Frage-Antwort-Techniken des Cold Reading, die spirituelle Medien und Magier seit über hundert Jahren einsetzen, um ihnen unbekannte Verstorbene gegenüber Angehörigen scheinbar präzise zu beschreiben».

## Veröffentlichungen

### Bücher
- Leben in zwei Welten. Geh Deinen Weg! New-Avalun, Sissach 2004; überarbeitete Taschenbuchausgabe: Bastei Lübbe, Bergisch Gladbach 2009, ISBN 978-3-404-61651-0.
- Nachricht aus dem Jenseits. Meine Kontakte mit Verstorbenen und der geistigen Welt. Giger, Altendorf 2008; Knaur, München 2010, ISBN 978-3-426-87493-6.
- Entdecke deinen Geistführer. Wie uns Engel und geistige Wesen begleiten. Giger, Altendorf 2009; Ullstein, Berlin 2012, ISBN 978-3-548-74548-0.
- Entdecke deine Sensitivität. Wie du deine übersinnlichen Fähigkeiten entwickeln kannst. Giger, Altendorf 2010; Ullstein, Berlin 2013, ISBN 978-3-548-74604-3.
- Yoga-Siddhis. Der geheime Weg zu Sensitivität und Medialität (zusammen mit Bahar Yilmaz). Lotos, München 2011, ISBN 978-3-7787-8228-6.
- Botschafter der unsichtbaren Welt. Wie der Dialog mit dem Jenseits unser Leben bereichert und heilt. Ansata, München 2011; Heyne, München 2012, ISBN 978-3-453-70214-1.
- Die Geistige Welt hilft uns. Rituale mit Engeln und Geistführern. Giger, Altendorf 2012, ISBN 978-3-905958-14-0.
- Kinder in der Geistigen Welt. Giger, Altendorf 2013, ISBN 978-3-905958-32-4.
- Zünde dein inneres Licht an Giger, Altendorf 2014, ISBN 978-3-905958-44-7.
- Enjoy this Life®: Wie du dein ganzes Potential entfaltest Allegria Verlag, ISBN 978-3793423218.
- Enjoy this Life®: In 30 Tagen zu dir selbst: Das Praxisbuch, Allegria Verlag, ISBN 379342331X.
- Werde selbstbewusst im Schlaf: In 30 Tagen selbstsicher und glücklich, Enjoy this Life Verlag, ISBN 3906872963.
- Nachricht aus dem Jenseits 2.0, Giger, ISBN 3906872831.
- Love yourself: Weil du der wichtigste Mensch in deinem Leben bist, Giger, Altendorf 2019, ISBN 3907210026.
- Heal yourself: Wie du deine Selbstheilungskräfte aktivierst, Giger, Altendorf 2021, ISBN 3039330292.
- Deine Geistführer sind bei Dir, Giger, Altendorf 2021  ISBN 978-3039330409.
- Aura: Die Geheimnisse der Energiefelder entschlüsseln, Giger, Altendorf 2025 ISBN 978-3039330898

### CDs
- Begegnung in der Stille. Schutzengel- und Geistführer-Meditationen. Nova MD Verlag, 2016, ISBN 978-3-9523202-8-0.
- Heilung durch Selbstheilung. Heilmeditationen. Nova MD Verlag, 2016, ISBN 978-3-9523532-1-9.
- Öffne dein drittes Auge. Meditation mit Suggestionen. Nova MD Verlag, 2016, ISBN 978-3-9611100-0-1.
- Glaub an dich. Meditation mit Suggestionen. Nova MD Verlag, 2016, ISBN 978-3961110124.
- Enjoy this Life-Geniesse dein Leben. Suggestionen. Lebensraum Verlag, 2016, ISBN 978-3903034303
- Die Kraft des Lebens. Nova MD Verlag, 2019 ISBN 978-3966980517
- Werde Selbstbewusst im Schlaf. Nova MD Verlag, 2018 ISBN 978-3961116768
- Gesunder Schlaf. Nova MD Verlag, 2018 ISBN 978-3966980531

## Fernsehauftritte
- Pascal Voggenhuber, Reportage, SRF DOK, 2008[15]
- Johannes B. Kerner, Sat.1, 2009[16]
- Das Medium-Nachricht aus dem Jenseits, Sat.1 Schweiz, 2013
- Dreiteilige Reportage, Punkt 12 (RTL), 2017
- Mash, Telebasel, 2017–2019